# Kallumallenahalli, Channarayapatna
Kallumallenahalli là một làng thuộc tehsil Channarayapatna, huyện Hassan, bang Karnataka, Ấn Độ.